# Zhang Linru
Zhang Linru (23 de septiembre de 1999) es una deportista de China que compite en atletismo. Ganó una medalla de plata en el Campeonato Mundial de Atletismo Sub-20 de 2018, en la prueba de lanzamiento de peso.